# K.u.k. Dragonerregiment „Nikolaus I. Kaiser von Rußland“ Nr. 5

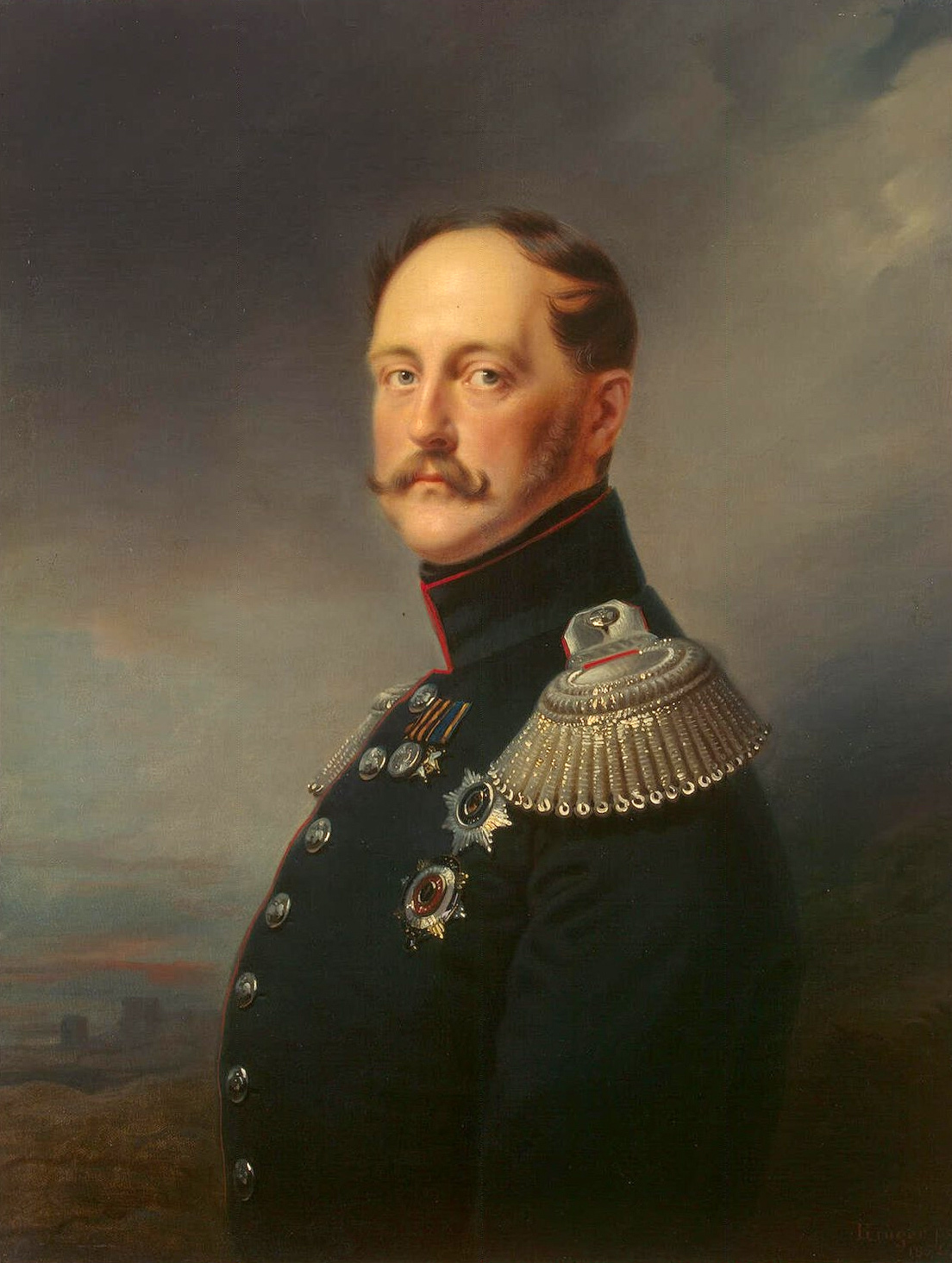
1888 wurde Zar Nikolaus I. zum Namensgeber

Der Verband war 1721 als Kürassier-Regiment Galbes für die kaiserlich-habsburgische Armee errichtet worden. Aus diesem entwickelte sich im Laufe der Zeit bis hin zur Gemeinsamen Armee innerhalb der Österreichisch-Ungarischen Landstreitkräfte das k.u.k. Dragonerregiment „Nikolaus I. Kaiser von Rußland“ Nr. 5.
1769 wurde dem Regiment in der neu errichteten Kavallerie-Rangliste die Bezeichnung Cavallerie-Regiment Nr. 14 zugeteilt. Der Name lautete jedoch bis 1798 weiterhin nach dem Regimentsinhaber (der nicht auch der Kommandant sein musste). Eine verbindliche Regelung der Schreibweise existierte nicht. (zum Beispiel Regiment Graf Serbelloni – oder Regiment Serbelloni.) Mit jedem Inhaberwechsel änderte das betroffene Regiment dann auch seinen Namen.
Nach der Änderung des Systems 1798 galt vorrangig die nummerierte Bezeichnung, die unter Umständen mit dem Namen des Inhabers verbunden werden konnte. Hierbei erfolgte zunächst die Umbenennung in Kürassier-Regiment Nr. 9
Im Jahre 1915 wurden alle Ehrennamen ersatzlos gestrichen. Der Verband hieß von da an nur noch Dragonerregiment Nr. 5. (Dies ließ sich in der Praxis jedoch nicht durchsetzen, einerseits weil sich niemand daran hielt, andererseits weil die sehr sparsame k.u.k. Militärverwaltung angeordnet hatte, zunächst alle noch vorhandenen Formulare und Stempel aufzubrauchen!)
Zur Systematik wurden nachträglich auch folgende Nummerierungen eingeführt: 1721/1 (nach Tessin), Kürassierregiment K 6 (nach Hans Bleckwenn).

## Vorgeschichte
Als Dragoner-Regiment Nr. 5 wurde von 1798 bis 1801 das dann aufgelöste Regiment Modena, von 1802 bis 1866 das spätere Dragonerregiment Nr. 13 geführt.

## Formationsgeschichte
- Mit Erlass vom 28. September 1721 wurde aus den 1714 aus spanisch-habsburgischen Diensten übernommenen Regimentern Vasques- und Cordova-Kürassiere sowie den Galbes-Dragonern ein deutsches Kürassier-Regiment mit 12 ordinären und einer Karabinier-Kompanie als Kürassier-Regiment Galbes aufgestellt
- 1731 musste das Regiment Teile der 1727 aufgestellten Auctions-Kompanie an das Regiment Portugal-Kürassiere (später Dragoner-Regiment Nr. 9) abgegeben
- 1768 wurde die Karabinier-Kompanie an das neu aufgestellte 1. Carabinier-Regiment (Dragoner-Regiment Nr. 3) abgegeben, dafür eine Eskadron des aufgelösten Kürassier-Regiments Kleinholdt übernommen
- 1769–1798 führte das Regiment in der Kavallerie die Ranglistennummer 14
- 1775 wurde die Oberst-Division des aufgelösten Kürassier-Regiments Thurn eingegliedert
- 1798 erhielt das Regiment die Bezeichnung Kürassier-Regiment Nr. 9
- 1802 erfolgte die Umbenennung in Kürassier-Regiment Nr. 5 und wurde die Oberst-Division des aufgelösten Kürassier-Regiments Anspach Nr. 11 zugeteilt
- 1867 wurde das Regiment in das Dragonerregiment Nr. 5 umgewandelt

## Ergänzungsbezirke
- Ab 1789 aus der Steiermark und Kärnten
- 1853 aus dem Wehrbezirk des Infanterieregiments Nr. 27 (Graz)
- 1857–1860 aus Steiermark, Kärnten, Krain und den Küstenlanden bzw. aus allen in diesen Provinzen liegenden Ergänzungsbezirken der Infanterieregimenter Nr. 7, 17, 22, 27 und 47
- 1860–1875 nur aus den Bezirken der Infanterieregimenter Nr. 7, 17, 27 (Klagenfurt, Laibach und Graz)
- 1875–1882 auch noch aus Marburg
- 1883–1889 wieder aus allen Bezirken dieser Provinzen, wozu noch die Bezirke der Infanterieregimenter Nr. 87 und 97 (Cilli und Triest) kamen.
- Seit 1889 ergänzte es sich aus dem Bereich des III. Korps (Militär-Territorial-Bezirk Graz)

### Friedensgarnisonen
| I. | II. | III. |
| --- | --- | --- |
| - 1721 Nieder-Ungarn - 1731–1737 Siebenbürgen - 1739 Udvárhely - 17140-41 Ligos - 1744–1745 Wien - 1748 Zombor - 1755–1756 Héveser Komitat - 1763 Böhmen - 1766 Pápa-Veszprim - 1771 Jolsva - 1773–1778 Sohler und Honter Komitat - 1779 Wien, - 1780 Szeged, dann St. Georgen (bei Pressburg) - 1787 Wien - 1789 Gyöngyös - 1790 St. Georgen - 1791 Neutra - 1792–1793 Wien | - 1798–1799 Neutra - 1801 Wien (Herzogenburg) - 1802 Steinamanger - 1803 St. Georgen - 1805 (vor dem Feldzug) Wien - 1806 Rzeszów - 1807 Niedwiecz - 1808–1809 Rzeszów – Krakau - 1810 Wien - 1811 Ödenburg, dann Báth - 1812–1813 St. Georgen - 1814–1815 Wien, dann St. Georgen - 1816 Pardubitz - 1820 Wien - 1821 Totis - 1825 Kecskemét - 1829 Wien | - 1831–1848 Wessely - 1849 Debreczin - 1851 Grosswardein - 1852 Wien, - 1854 Rzeszów - 1855–1859 Raab - 1859 Nagykárolyi - 1860 Nyíregyháza - 1861 Debreczin - 1865–1866 Moór - 1866 Tolna - 1871 Klagenfurt - 1880 Fünfkirchen - 1882 Marburg - 1902 Wiener Neustadt; Traiskirchen - 1908 Görz; Laibach und Marburg - 1914 Stab,1.3. Esk: Görz – 2. Esk. Laibach – 5.6. Esk. Windisch-Feistritz – 4. Esk. Marburg |

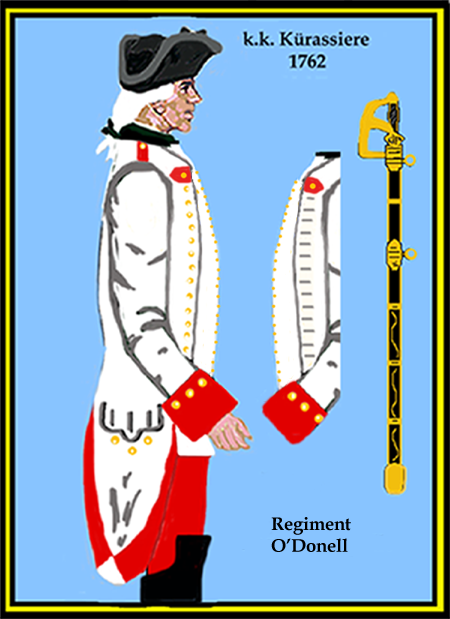
Als Kürassier-Regiment „O’Donell“ 1756–1773

## Regimentsinhaber
- 1721 Feldmarschall-Lieutenant Emanuel Sylva Conde de Mendoza de Galbes (Kürassier-Regiment Galbes) – Dieser gab 1726 die Inhaberschaft zurück
- 1726 General der Kavallerie Caspar Ferdinand Graf Cordova (Kürassier-Regiment Graf Cordova)
- 1756 Feldmarschall-Lieutenant Carl Claudius Graf O’Donell (Kürassier-Regiment O’Donell)
- 1773 Feldmarschall-Lieutenant Jakob Freiherr von Brockhausen (Kürassier-Regiment von Brockhausen)
- 1779 Generalmajor Freiherr Nikolaus von Haag (Kürassier-Regiment von Haag)
- 1781 Feldmarschall-Lieutenant Friedrich August Prinz von Nassau-Usingen (Kürassier-Regiment Nassau-Usingen)
- 1806 Feldmarschalleutnant Hannibal Marquis Sommariva
- 1829 Feldmarschalleutnant Maximilian von Auersperg
- 1849–1855 Nikolaus I. Kaiser von Russland
- 1855 Feldmarschalleutnant Franz Graf Schaaffgotsch
- 1866–1875 Feldmarschalleutnant Alexander Freiherr von Koller

### Zweite Inhaber
- 1849 Graf Max von Auersperg († 1850), General der Kavallerie (zuvor erster Inhaber)
- 1850 Graf Franz von Schaffgotsch, FML, (ab 1855 erster Inhaber)

### Regiments-Kommandanten
| I. | II. | III. |
| --- | --- | --- |
| - 1721 Obrist Marchese Villanueva de los Torres - 1732 Obristlieutenant-Obrist Ascanio Alexander Graf Guadagni, (seit 1728 in gerichtlicher Untersuchung, daher anfänglich nur Interims-Kommandant) - 1737 Obrist Graf Botta d´Adorno - 1741 Obrist Freiherr von Könitz - 1744 Obrist Joseph Moriz Graf Regas - 1751 Obrist Pasqual Graf Cebrian - 1752 Obrist Johann Anton Graf Bettoni - 1758 Oberst Jakob Freiherr von Brockhausen - 1767 Oberst Marquis De Ville - 1769 Oberst Magnus Graf O’Donell - 1772 Oberst Anton Freiherr von Ravizza - 1779 Oberst Emanuel Freiherr von Berlichingen - 1780 Oberst Gottlieb Freiherr von Schmerzing - 1788 Oberst Johann Freiherr von Risch | - 1793 Oberst Ferdinand von Bouget - 1794 Oberst Franz Chevalier de Valvasor - 1799 Oberst Peter Freiherr von Brady - 1802 Oberst Anton Kirchner - 1805 Oberst Friedrich von Minutillo - 1809 Oberst Maxmilian Graf Auersperg - 1813 Oberst Franz von Seymann - 1825 Oberst Christoph Freiherr von Ottilienfeld - 1832 Oberst Johann Portenschlag von Ledermayer - 1839 Oberst Friedrich Eder von Eichenheim - 1847 Oberst Joseph Kisslinger - 1849 Oberst Vincenz Freiherr von Minutillo - 1852 Oberst Eduard Freiherr Baselli von Süssenburg - 1859 Oberst Isidor Chevalier Pronvy de Menil et Flassigny - 1866 Oberst Moriz Watzesch von Waldbach | - 1872 Oberst Franz Freiherr von Meding - 1874 Oberst Gustav Freiherr von Dückher - 1879 Oberst Johann von Wasmer - 1882 Oberstlieutenant-Oberst Friedrich Prinz zu Thurn und Taxis - 1888 Oberst August Freiherr von Normann - 1891 Oberst Hyacinth Edler von Schulheim - 1895 Oberst Ludwig Edler von Glolz - 1896 Oberst Hans Freiherr von Mandelsloh - 1903 Oberst Karl Freiherr von Kirchbach - 1904 Oberst Paul Graf Wurmbrand-Struppach - 1909 Oberstleutnant, (1910 Oberst) Otto Josef Ritter von Berndt - 1914 Oberstleutnant Moritz Kranz |

## Gefechtskalender
→Polnischer Thronfolgekrieg
- 1737 Kämpfe bei Cetin in Siebenbürgen

→Österreichischer Erbfolgekrieg
- 1741 Auf den Kriegsschauplatz nach Schlesien verlegt. Teilnahme an der Schlacht bei Mollwitz
- 1742 Zuerst im Korps Lobkowitz im Gefecht bei Sahaj, dann zur Belagerung von Prag abgestellt
- 1743 Patrouillen- und Sicherungsdienste in Bayern und am Rhein
- 1744 Rückzug nach Böhmen. Von dort nach Wien in Garnison verlegt
- 1745 Patrouillen- und Sicherungsdienste bei der Armee in Deutschland
- 1746 Verlegung nach Italien. Dort keine Gefechtstätigkeit

→Siebenjähriger Krieg
- 1756 Teilnahme an der Schlacht bei Lobositz. Das Regiment attackierte erfolgreich zusammen mit dem Regiment Stampach, hatte jedoch große Verluste
- 1757 Schlacht bei Kolin, Schlacht von Breslau und Schlacht bei Leuthen
- 1758 Schlacht bei Hochkirch
- 1759 Einzelne Abteilungen beteiligten sich an den Gefechten bei Meißen und Maxen
- 1760 war das Regiment an der Schlacht bei Landeshut, der Schlacht bei Liegnitz und der Schlacht bei Torgau beteiligt
- 1761–1762 lag das Regiment bei der Hauptarmee in Sachsen. Nur die Karabinier-Kompanie war am Gefecht bei Eilau beteiligt

→Bayerischer Erbfolgekrieg
- 1778–1779 Zur Hauptarmee in Böhmen abgestellt. Keine Gefechtstätigkeit

→Russisch-Österreichischer Türkenkrieg (1787–1792)
- 1788 Geringe Gefechtstätigkeit im Verband der Hauptarmee. Scharmützel mit den Türken um deren Übergang über die Donau und Temes zu verhindern
- 1789 Bei der Belagerung von Belgrad

→Revolutionskrieg
- 1793 Auf den Kriegsschauplatz in die Niederlande verlegt, nahm das Regiment an der Schlacht bei Neerwinden teil, kämpfte dann bei Valenciennes, später vor Quesnoy und bei Avesnes-le-Sec
- 1794 Einzelne Abteilungen in kleineren Aktionen verwickelt, so bei Sólre-le-Chateau, Rouvroy, Erquelinnes und in den Kämpfen bei Charleroi
- 1795 zeichnete sich das Regiment bei der Erstürmung der Schanzen von Mainz aus, die Oberstlieutenant-Division war am Gefecht bei Trippstadt beteiligt
- 1796 Zur Niederrhein-Armee verlegt, kämpfte die Einheit bei Wetzlar und Friedberg (Hessen), hier deckte die Oberstlieutenant-Division den Rückzug der Infanterie. Die Oberst-2.-Eskadron deckte den Rückzug der Brigade Alcaini in dem Gefecht bei Leun (a.d. Lahn). Danach kämpfte das Regiment noch in den Gefechten bei Amberg und Würzburg und stand dann an der Sieg
- 1797 Die Oberstlieutenant-Divisison zeichnete sich in den Gefechten bei Hochheim am Main aus
- 1799 Das Regiment kämpfte bei Stockach, verlegte dann mit der Armee in die Schweiz und nahm an der Schlacht von Zürich teil

→Napoleonische Kriege
- 1800 In diesem Jahre kämpfte das Regiment in der Schlacht bei Meßkirch, den Gefechten bei Memmingen, Launingen und Nördlingen, sowie der Schlacht bei Hohenlinden. Auf dem weiteren Rückzug zeichnete sich die Oberst-Division an der Salza-Brücke bei Salzburg, die Oberst-2.-Eskadron bei Neumarkt aus
- 1805 Dem Korps Kienmayer zugeteilt, kämpfte das Regiment mit besonderer Standhaftigkeit in der Schlacht bei Austerlitz. Rittmeister Freiherr von Gumpenberg konnte sich mit einem ihm anvertrauten und nach Ulm bestimmten Brückentrain ohne Verluste nach Tirol absetzen
- 1809 Im VII. Korps des Erzherzog Ferdinand, erlitt das Regiment bei Raszyn große Verluste. Ansonsten nur noch einige weitere kleinere Aktionen

→Befreiungskriege
- 1813 Der böhmischen Hauptarmee zugeteilt. Das Regiment ritt am 16. Oktober bei Gröbern eine Attacke während der Völkerschlacht bei Leipzig
- 1814 Mit der Hauptarmee in Frankreich. Gefechte bei Troyes, la Ferté, und la Fére-Champenoise

→Herrschaft der Hundert Tage
- 1815 Patrouillen- und Sicherungsdienste in Deutschland, ohne Aktion

→Revolution von 1848/1849 im Kaisertum Österreich
- 1848 Die Majors-Division nahm an den Kämpfen anlässlich der Einnahme von Wien teil, die Oberst-Division kämpfte bei Schwechat
- 1849 Die dem Korps Schlick zugeteilte Majors-Division kämpfte bei Kápolna und Poroszló. Von dem mittlerweile bei Pest stehenden Regiment wurde die sich auf Streifzug befindliche Oberst-Division bei dem Maierhof Kompolt in ein Scharmützel verwickelt, konnte die Angreifer jedoch mit nur geringen eigenen Verlusten zurückschlagen. Beide Divisionen nahmen dann auch an der Schlacht bei Kápolna teil, hatten aber nur geringe Gefechtstätigkeit. Das nunmehr vereinigte Regiment kämpfte bei Hatvan, Rákos und wurde dann zur Belagerung von Komorn eingeteilt. Im Gefecht bei Káty führten vier Eskadronen eine Attacke aus, die durch einen Angriff von der Oberstlieutenant-1.-Eskadron auf eine feindliche Batterie unterstützt wurde. Im Sommerfeldzug stand das Regiment anfänglich an der Waag, wo sich die Oberst-1.-Eskadron im Gefecht bei Zsigárd auszeichnete, und nahm dann an den Schlachten vor Komorn und an den Gefechten bei Szőreg und Temesvár teil

→Sardinischer Krieg
- 1859 Patrouillen- und Sicherungsdienste in Mähren. Keine Gefechtstätigkeit

→Deutscher Krieg
- 1866 Vier Eskadronen waren der 2. Reserve-Kavallerie Division Zaitsek zugeteilt und kämpften in der Schlacht bei Königgrätz sowie im Vorpostengefecht bei Tischnowitz mit, ohne jedoch groß in Gefechtshandlungen verwickelt gewesen zu sein.

→Erster Weltkrieg
Im Ersten Weltkrieg sahen sich die Kavallerie-Regimenter den unterschiedlichsten Verwendungen ausgesetzt. Zum Teil bestanden sie im Regimentsverband weiter, zum Teil wurden sie Eskadronsweise auf die Infanterie-Truppendivisionen, Korps- und Armeestäbe als sogenannte Divisionskavallerie aufgeteilt. (Sie versahen dort Dienste als Aufklärungs- und Meldereiter, sowie als Sicherungs-Detachements.) Die meisten der Regimenter mussten jedoch bald die Pferde abgeben (soweit sie noch welche hatten) und kamen danach zum infanteristische Einsatz.
Am Vorabend des Weltkrieges umfasste das Regiment an Aktiven:
49 Offiziere und 1139 Mannschaften sowie 76 Offiziers- und 1027 Dienstpferde.
Das Regiment wurde als Divisionskavallerie für das III. Korps bestimmt, wobei jeder der drei Infanteriedivisionen des Korps jeweils 2 Schwadronen zugeteilt wurden. Die 5. und 6. Schwadron wurde unter dem Kommando von Oberstleutnant Ernst Graf Thurn-Valessina der II. Division angegliedert. Als primäres Einsatzgebiet wurde der II. Division der Raum Serbien, Montenegro sowie Russland zugeteilt.
- 1914 Teilnahme an den Kämpfen in Polen Schlacht von Lemberg, der Belagerung von Przemyśl und der Schlacht in den Karpaten und Ungarn.

- 1915 Schlacht von Gorlice-Tarnow, in Ostgalizien, am Dnestr, bei der Dritten Isonzoschlacht, dann wieder in Galizien.

- 1916 Teilnahme an der Brussilow-Offensive.

- 1917 wurde das Regiment der 4. Kavalleriedivision unter seinem ehemaligen (1909) Kommandanten Feldmarschallleutnant Otto Josef von Berndt (1865–1957) zugeteilt. Das Regiment bestand nunmehr aus zwei Divisionen zu je 4 Schwadronen, eine MG Schwadron und ein IG Zug. Dazu kamen eine Technische Schwadron sowie ein Kavallerie-Telefon-Zug. Offiziere trugen nunmehr anstatt des Säbels ein Bajonett.

- 1918 Friedensvertrag von Brest-Litowsk mit Sowjetrussland und der Ukraine. Das Regiment wurde an die Reichsgrenze zurückgenommen, die 5. und 6. Schwadron nach Jusowka disloziert. Im Oktober wurde es nach Ungarn zurückbeordert.

## Verbleib
Nach der Proklamation des Königreichs der Kroaten, Serben und Slowenen als eigenständiger Staat im Oktober 1918 wurden die nichtdeutschstämmigen Soldaten von der Interimsregierung aufgerufen, die Kampfhandlungen einzustellen und nach Hause zurückzukehren. In der Regel wurde dieser Aufforderung von der zu diesem Zeitpunkt mehrheitlich slowenischen Mannschaft des Regiments Folge geleistet. 1918 nach Marburg disloziert, verblieb es bis 1920 in der dortigen Kavalleriekaserne. In diesem Jahr wurde es aufgelöst und die verbleibenden Teile nach Graz in Marsch gesetzt. In Graz wurde aus den Resten des Regimentes die 5. Schwadron des ersten Bundesheeres gebildet.

## Aus dem Kriegsbericht der 6. Schwadron (Sommer 1917)
„Gegen Mittag war der Widerstand des Gegners durch den Angriff unserer Truppen gebrochen, er zog sich zurück. Wimmersberg, der mit seiner Patrouille auf der Höhe südlich Krasna das Gefecht beobachtete, ließ sich, als er das Abbröckeln der Russen bei Krasna wahrnahm, die Gelegenheit nicht entgehen und setzte dem Feinde scharf nach. 38 Mann, 40 Gewehre, 1 Lanze, 1 Trompete und 1 Feldstecher waren seine Beute. Beim nächsten Orte, Ldziany, wäre es ihm beinahe gelungen, eine ganze Regimentsmusik abzufangen, doch musste er infolge starken Feuers davon ablassen. Sein Pferd erhielt dabei einen Schuss durch den Schweifansatz. Die Verluste der 6. Schwadron betrugen an diesem Tage zwei Tote und ein verwundetes Pferd, ferner waren bei einer Schießerei in der vorhergegangenen Nacht zwei Dragoner leicht verletzt worden. Von der Mannschaft hatte sich Dragoner Ocwirk hervorgetan, indem er, trotzdem ihm das Pferd unter dem Leibe erschossen worden war, den ihm anvertrauten Befehl rechtzeitig ans Ziel gebracht und dadurch ein Bataillon vor drohender Umzingelung bewahrt hatte.“

## Verluste des Regimentes im Weltkrieg
Die Standesvormerkungen sind nach Kriegsende in die Hände der Jugoslawen gefallen, daher lassen sich die Mannschaftsverluste nur annähernd feststellen. Es dürften ungefähr 250 Mann gefallen und 800 verwundet worden sein. Die Verluste des Offizierskorps betrugen 11 Tote und 25 Verwundete, 8 Offiziere gerieten in Gefangenschaft.

## Auszeichnungen
Die Auszeichnungen der Mannschaft lassen sich aus oben angeführten Grunde nicht mehr nachvollziehen. Sicher ist, dass zwei Dragoner mit der Goldenen Tapferkeitsmedaille und eine Vielzahl von Dragonern mit anderen Tapferkeitsauszeichnungen bedacht wurden. Jedoch konnten nur die Auszeichnungen der Offiziere exakt festgestellt werden :
- Österreichisch-kaiserlicher Leopold-Orden Ritterkreuz: 3
- Orden der Eisernen Krone III. Klasse: 9
- Franz-Joseph-Orden Ritterkreuz: 4
- Militärverdienstkreuz II.: Klasse (zweifach verliehen): 3
- Militärverdienstkreuz III: Klasse: 44
- Silberne Militärverdienstmedaille (zweifach verliehen): 8
- Silberne Militärverdienstmedaille: 51
- Bronzene Militärverdienstmedaille: 88
- Goldene Tapferkeitsmedaille: 11
- Silberne Tapferkeitsmedaille 1. Klasse (dreifach verliehen): 1
- Silberne Tapferkeitsmedaille 1. Klasse: 11
- Silberne Tapferkeitsmedaille 2. Klasse (dreifach verliehen): 1
- Silberne Tapferkeitsmedaille 2. Klasse (zweifach verliehen): 2
- Silberne Tapferkeitsmedaille 2. Klasse: 22
- Bronzene Tapferkeitsmedaille: 15

## Adjustierung des Regimentes
- Kürassier Regiment

1738: weißer Rock, rote Aufschläge
1765 weißer Rock, hellblaue Egalisierung, weiße Hosen, weiße Knöpfe
- Kürassier Regiment Nr. 9, von 1802 Nr. 5

1798: weißer Rock, hellblaue Egalisierung, weiße Hosen, weiße Knöpfe
1850: weißer Waffenrock, lichtblaue Egalisierung, lichtblaue Pantalons, weiße Knöpfe
- Dragoner Regiment Nr. 5

1868: lichtblauer Waffenrock, kaisergelbe Egalisierung, krapprote Stiefelhosen, weiße Knöpfe

## Gliederung
Ein Regiment bestand in der Österreichisch-Ungarischen Kavallerie in der Regel ursprünglich aus drei bis vier (in der Ausnahme auch mehr) Divisionen. (Mit Division wurde hier ein Verband in Bataillonsstärke bezeichnet. Die richtige Division wurde Infanterie- oder Kavallerie-Truppendivision genannt.) Jede Division hatte drei Eskadronen, deren jede wiederum aus zwei Kompanien bestand. Die Anzahl der Reiter in den einzelnen Teileinheiten schwankte, lag jedoch normalerweise bei etwa 80 Reitern je Kompanie, bzw. 160 Reitern je Eskadron.
Bei der durch Kaiser Joseph II. begonnenen Heeresreform war die Kompaniegliederung innerhalb der Kavallerie bereits aufgegeben worden.
Die einzelnen Divisionen wurden nach ihren formalen Führern benannt:
- die 1. Division war die Oberst-Division
- die 2. Division war die Oberstlieutenant (Oberstleutnant)-Division
- die 3. Division war die Majors-Division
- die 4. Division war die 2. Majors-Division
- die 5. Division (soweit vorhanden) war die 3. Majors-Division

Im Zuge der Heeresreform wurden die Kavallerie-Regimenter ab 1860 auf zwei Divisionen reduziert.
Bedingt durch die ständige Umbenennung sind die Regimentsgeschichten der österreichisch-ungarischen Kavallerie nur sehr schwer zu verfolgen. Hinzu kommt die ständige und dem Anschein nach willkürliche, zum Teil mehrfache Umklassifizierung der Verbände. (Zum Beispiel: K.u.k. Böhmisches Dragoner-Regiment „Fürst zu Windisch-Graetz“ Nr. 14)
- siehe: k.u.k. Dragoner

## Verbandszugehörigkeit und Status im Juli 1914
- III. Korps – 2. Kavallerie Truppendivision – 3. Kavalleriebrigade
- Nationalitäten: 51 % Slowenen – 44 % Deutsche – 5 % Sonstige
- Regimentssprachen: Slowenisch und Deutsch